# Euryglossina gigantica
Euryglossina gigantica är en biart som först beskrevs av Exley 1974.  Euryglossina gigantica ingår i släktet Euryglossina och familjen korttungebin. Inga underarter finns listade i Catalogue of Life.

## Bildgalleri

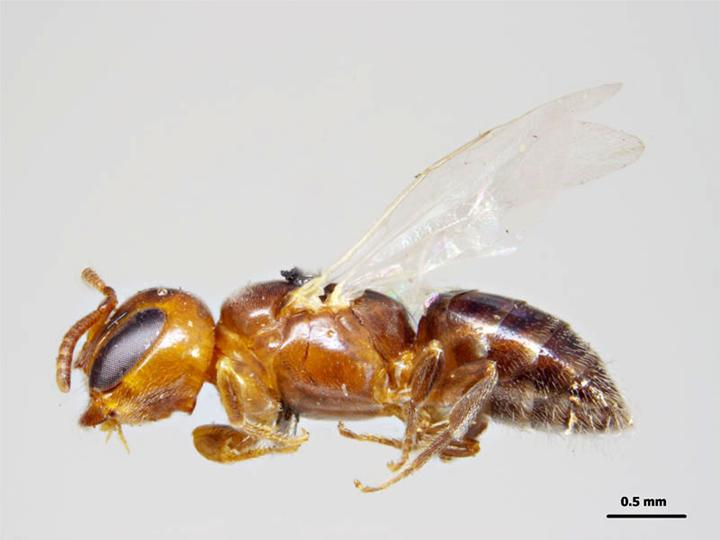